# Buyeo
Buyeo sau Puyŏ (pronunțarea coreeană: [pujʌ]), Fuyu în chineză, a fost un regat coreean antic situat din Manciuria până în nordul Coreei, care a existat din secolul al II-lea î.Hr. până în 494. Rămășițele sale au fost absorbite de către regatul vecin, Goguryeo în 494. Atât Goguryeo cât și Baekje, două dintre Cele Trei Regate ale Coreei, s-au considerat națiuni succesoare ale Buyeo.
Deși înregistrările sunt insuficiente și contradictorii, este speculat că, în 86 î.Hr., Dongbuyeo (Buyeo de Est) s-a ramificat, întrucât Buyeo original este uneori menționat ca Bukbuyeo (Buyeo de Nord). Jolbon Buyeo era un mic stat tribal situat în nordul peninsulei coreeane și în Manciuria. Potrivit Samguk Sagi, în 504, emisarul ce ridica tributul, Yesilbu, menționează că aurul din Buyeo nu mai poate fi obținut ca tribut deoarece Buyeo a fost alungat de Malgal și Somna și absorbit de Baekje. De asemenea, este demonstrat că Împăratul Shizong dorea ca Buyeo să își recâștige fosta sa glorie. În 538, la mult timp după căderea Buyeo, Baekje s-a redenumit Nambuyeo (Buyeo de Sud).
„Buyeo” se poate referi, de asemenea, la un nume de familie din Baekje sau la Comitatul Buyeo din Coreea de Sud.

## Istorie

### Bukbuyeo

#### Istoria timpurie
Fondatorul regatului Buyeo a fost, probabil, Dongmyeong, care nu are nicio legatură cu Jumong, cel care a fondat Goguryeo. După înființarea sa, Haemosu (解 慕 漱: fiul cerului) a adus curtea regală la noul său palat, fiind proclamat apoi Rege. Haemosu și-a numit noua împărăție „Buyeo” pentru a arăta că el era adevăratul moștenitor al Regilor din Buyeo. În general, acest Buyeo este adesea cunoscut sub numele de „Bukbuyeo” (Buyeo de Nord).
Jumong este descris ca fiind fiul lui Haemosu și Yuhwa(柳花), care a fost o fiică a Habaek-ului(河伯).

#### Sub atac
La începutul secolului al III-lea, Gongsun Du, un dictator militar chinez din Liaodong, a încurajat Buyeo să atace Xianbei în nord și Goguryeo în est. După distrugerea familiei Gongsun, statul nordic chinez Cao Wei l-a trimis pe Guanqiu Jian să atace Goguryeo. Un pluton al forțelor expediționare conduse de Wang Qi, Marele Administrator al comandamentului Xuantu, a fost întampinată în Buyeo. Acesta a dus informații detaliate despre regat în China. După aceea, Buyeo a fost sfâșiat de marile puteri, și devastat de popoarelor nomade nordice în drumul lor către China. În 285, tribul Murong din Xianbei, condus de Murong Hui, a invadat Buyeo, împingandu-l pe Regele Uiryeo (依 慮) sa se sinucida, și forțând mutarea curtii in Okjeo.Considerand relațiile de prietenie cu dinastia Jin , împaratul Wu l-a ajutat pe regele Uira (依羅) să readucă la viață Buyeo.

##### Declinul
O rămășiță a Buyeo pare să fi zăbovit în jurul zonei orasului Harbin sub influența Goguryeo. Buyeo a platit o dată tribut Wei-ului de Nord în 457-8, dar altfel se pare că era controlat de către Goguryeo. În 494, Buyeo a fost atacat de Wuji (de asemenea, cunoscut sub numele de Mohe, 勿吉, 물길), iar Curtea din Buyeo a fugit și s-a predat celor din Goguryeo.

### Dongbuyeo
Potrivit Samguk Sagi și altor surse, Regatul Dongbuyeo (86 î.Hr. - 22 d.Hr.), s-a format la est de Bukbuyeo, în apropiere Okjeo. Regele Bukbuyeo-ului a murit, iar fratele său, Hae Buru, i-a urmat și a devenit rege al Bukbuyeo. 
Hae Buru a găsit un copil-broască de aur sub o stâncă mare. Hae Buru l-a numit pe copil Geumwa, insemnand ''broasca de aur", iar mai târziu l-a numit print mostenitor.